# Chlorophorus ogasawarensis
Chlorophorus ogasawarensis är en skalbaggsart som först beskrevs av Tadao Kano 1930.  Chlorophorus ogasawarensis ingår i släktet Chlorophorus och familjen långhorningar. Inga underarter finns listade i Catalogue of Life.